# Vincent Gardenia
Vincent Gardenia, właśc. Vincenzio Scognamiglio (ur. 7 stycznia 1920 w Neapolu, zm. 9 grudnia 1992 w Filadelfii) – włosko-amerykański aktor teatralny, filmowy i telewizyjny. Był dwukrotnie nominowany do Oscara dla najlepszego aktora drugoplanowego w filmach: Uderzaj powoli w bęben (Bang the Drum Slowly, 1973) i Wpływ księżyca (Moonstruck, 1987).

## Życiorys
Urodził się w Neapolu we Włoszech jako syn Elisy (Ausiello) i Gennaro Gardenia Scognamiglio. Kiedy miał dwa lata, jego rodzina wyemigrowała do Stanów Zjednoczonych i osiedliła się na Brooklynie w Nowym Jorku.
Jego ojciec założył trupę aktorską, prezentującą melodramaty w języku włoskim. Jako dziecko występował w trupie we włosko-amerykańskich dzielnicach Nowego Jorku i okolic. Zadebiutował na scenie w wieku pięciu lat, wcielając się w pucybuta.
Po raz pierwszy jako niemiecki praktykant szpiegowski w dramacie kryminalnym Henry’ego Hathawaya Dom przy 92 ulicy (The House on 92nd Street, 1945) z Lloydem Nolanem. W 1958 zadebiutował na Broadwayu jako pierwszy niewidomy w sztuce Wizyta (The Visit). W 1970 został uhonorowany nagrodę Obie za podwójną rolę Charlesa Ferrisa i Nicka Esposito w produkcji off-Broadwayu Passing Through From Exotic Places. W 1972 rola Harry’ego Edisona w czarnej komedii Neila Simona Więzień Drugiej Alei (The Prisoner of Second Avenue) przyniosła mu Tony Award. Jako Dutch Schnell w dramacie sportowym Uderzaj powoli w bęben (Bang the Drum Slowly, 1973) był nominowany do Oscara dla najlepszego aktora drugoplanowego. W 1979 został nominowany do Tony Award dla najlepszego aktora w musicalu za występ jako Alfred Rossi w Sali balowej (Ballroom). Za rolę Cosmo Castoriniego, ojca Loretty (Cher) w komedii romantycznej Wpływ księżyca (Moonstruck, 1987) otrzymał nominację do Oscara dla najlepszego aktora drugoplanowego. Zagrał w około 40 filmach, często pojawiał się także w serialach telewizyjnych. Za rolę Michaela Aylotta w telewizyjnej komedii HBO Age-Old Friends (1989) otrzymał Emmy jako wybitny aktor drugoplanowy w miniserialu lub filmie telewizyjnym.
Zmarł nagle 9 grudnia 1992 na zawał serca w wieku 72 lat. Jest pochowany na Saint Charles Cemetery na wyspie Long Island w Nowym Jorku).

## Filmografia
- Widok z mostu (1961) jako Liperi
- Bilardzista (1961) jako barman
- Sposób na Alfreda (1971) jako Newquist
- Uderzaj powoli w bęben (1973) jako Dutch Schnell
- Życzenie śmierci (1974) jako detektyw Frank Ochoa
- Strona tytułowa (1974) jako szeryf Pete Hartman
- Niebiosa mogą zaczekać (1978) jako Krim
- Siła ognia (1979) jako Frank Hull
- Sprzedawcy marzeń (1980) jako Peter Kessler
- Życzenie śmierci 2 (1982) jako detektyw Frank Ochoa
- Krwiożercza roślina (1986; znany także pod tytułem Krwiożercza roślina) jako pan Mushnik
- Wpływ księżyca (1987) jako Cosmo Costorini
- Bez uczucia (1989) jako Barney
- Wspaniały Louis (1991) jako Big Lou Kritski

## Nagrody
- Nagroda Emmy Najlepszy aktor drugoplanowy w miniserialu lub filmie telewizyjnym: 1990 Age-Old Friends
- Nagroda Tony Najlepszy aktor w sztuce: 1972 The Prisoner of Second Avenue